# Mirko Rajnar
Mirko Rajnar, slovenski akademski slikar, * 25. januar 1961, Murska Sobota.
Mirko Rajnar je eden najvidnejših pomurskih slikarjev.